# Viktor Klingmüller
Viktor Klingmüller, auch Victor Klingmüller, (* 15. Januar 1870 in Strehlen; † 1. Mai 1942) war ein deutscher Internist und Dermatologe.
Klingmüller war seit 1908 mit der Malerin Gisela Klingmüller verheiratet; gemeinsam hatten sie vier Söhne.
Er studierte von 1889 bis 1894 Medizin in Halle und Breslau. 1893 promovierte er in Halle, wo er von 1895 bis 1897 Assistent war, und 1902 habilitierte er sich in Breslau in Dermatologie (Zur Pathologie der Lepra maculoanästhetica). Ab 1897 war er Assistent an der Dermatologischen Klinik in Breslau und ab 1902 Oberarzt. 1906 wurde er außerordentlicher Professor für Haut- und Geschlechtskrankheiten an der Universität Kiel und 1919 ordentlicher Professor für Dermatologie an der Klinik und Poliklinik für Haut- und Geschlechtskrankheiten in Kiel. 1925/26 war er Dekan der Medizinischen Fakultät. Von 1906 bis 1922 war er Direktor der Hautklinik in Kiel und von 1922 bis 1935 Verwaltungsdirektor der Akademischen Heilanstalten in Kiel.
Er befasste sich besonders mit Lepra.
Ab 1906 stellte er in Kiel eine Sammlung dreidimensionaler Wachsmodelle (Moulagen) von rund 455 Hautkrankheiten zusammen.
Er war Mitarbeiter an der 3. Auflage (Band 1) des Handbuchs der inneren Medizin.

## Schriften
- Über Kinderekzeme, Halle: Marhold 1913
- Über die Behandlung der Gonorrhöe des Mannes, Halle: Marhold 1912
- mit K. Grön: Die Lepra, Springer 1930
- Ergebnisse der Lepraforschung seit 1930, Ergänzung zum Beitrage "Lepra" in "Handbuch der Haut- und Geschlechtskrankheiten" (Band X/2, 1930), Springer 1938